# جان باتيست هويت
جان باتيست هويت (بالفرنسية: Jean-Baptiste Huet)‏ هو رسام فرنسي، ولد في 15 أكتوبر 1745 في باريس في فرنسا، وتوفي بنفس المكان في 27 أغسطس 1811.